# (115434) Kellyfast
(115434) Kellyfast est un astéroïde de la ceinture principale.

## Description
(115434) Kellyfast est un astéroïde de la ceinture principale. Il fut découvert le 5 octobre 2003 à l'observatoire Goodricke-Pigott par Vishnu Reddy. Il présente une orbite caractérisée par un demi-grand axe de 2,73 UA, une excentricité de 0,08 et une inclinaison de 5,4° par rapport à l'écliptique.

## Compléments